# Józef Grzecznarowski
Józef Grzecznarowski, ps. Adam, Antek, Antoni, Tadeusz, Tytus, Michał Krajewski (ur. 11 marca 1884 w Końskich, zm. 7 kwietnia 1976 w Radomiu) – polski działacz socjalistyczny i związkowy. Poseł na Sejm II RP II i III kadencji, na Sejm Ustawodawczy oraz Sejm PRL II, III i IV kadencji, dwukrotny prezydent Radomia.
Jest najprawdopodobniej jedyną osobą, która otrzymała jednocześnie Order Czerwonego Sztandaru (za udział w rewolucji październikowej w Rosji) i Krzyż Niepodległości z Mieczami (za udział w odzyskaniu niepodległości Polski).

## Działalność w Organizacji Bojowej PPS
Syn Tytusa (pracownika Kolei Warszawsko-Wiedeńskiej) i Łucji z domu Olbrotowskiej. Uczęszczał do kolejowej szkoły technicznej w Warszawie, ale z powodu śmierci ojca, w trakcie trzeciej klasy przerwał naukę i od 1899 rozpoczął pracę w garbarni. Zwolniony w 1900 za udział w strajku, przeniósł się do Radomia, gdzie również podjął pracę w garbarni Babińskiego, później Karscha, a na końcu Krajeńskiego.
Od 1904 był członkiem Polskiej Partii Socjalistycznej. W czasie strajku w styczniu 1905 zorganizował przyłączenie się do strajku garbarzy. Należał do Organizacji Bojowej PPS. Wraz z Piotrem Świerczewskim dokonał zamachu na carskiego strażnika ziemskiego Jana Łosiewicza. Ścigany listem gończym musiał uciekać do Krakowa, a stamtąd do Szwajcarii.
W grudniu 1905 powrócił na obszar Królestwa Polskiego, działając nielegalnie pod nazwiskiem Michał Krajewski jako instruktor OB PPS w Kielcach. Zagrożony dekonspiracją, przeniósł się w marcu 1906 do Częstochowy. Po zranieniu w czasie zamachu bombowego, leczył się w Krakowie. Tam wytypowany został na kurs instruktorów w Zakopanem, gdzie poznał Józefa Piłsudskiego. Po ukończeniu kursu ponownie powrócił do Kielc z zadaniem tworzenia oddziałów bojowych.
Po rozłamie w PPS był członkiem PPS-Frakcji Rewolucyjnej, w ramach której objął kierownictwo Organizacji Bojowej PPS-FR w Lublinie, a następnie w Siedlcach. Aresztowany 30 stycznia 1907 więziony na zamku w Lublinie i decyzją administracyjną miał być zesłany na 3 lata do Tobolska. Jednak zidentyfikowany jako członek Organizacji Bojowej PPS przewieziony do Radomia i tam skazany na 9 lat katorgi. Więziony w Sandomierzu, Siedlcach oraz na X Pawilonie Cytadeli Warszawskiej. Na skutek denuncjacji prowokatora oskarżony o udział w kilku akcjach bojowych i skazany 7 i 11 czerwca 1908 przez Warszawski Sąd Wojskowy dwukrotnie na karę śmierci. Oba wyroki zamieniono na dożywotnią katorgę. Początkowo odesłano go najpierw do Płocka, gdzie podjął próbę ucieczki i uczestniczył w buncie więźniów. Następnie został zesłany do więzienia w Smoleńsku.
Po uwolnieniu z więzienia, w wyniku rewolucji lutowej w 1917, organizował sekcję PPS w Smoleńsku. Przeniósł się do Moskwy, gdzie podjął pracę w fabryce garbarskiej. Reprezentował swoją fabrykę w Moskiewskiej Radzie Delegatów Robotników i Żołnierzy. Wziął udział w walkach w trakcie rewolucji październikowej w Moskwie.
W marcu 1918 konferencja PPS w Rosji powołała go do Centralnego Komitetu Wykonawczego PPS w Rosji. Od sierpnia do października 1918 był komisarzem ds. polskich w Orle. Pod koniec 1918 powrócił do Polski.

## Okres międzywojenny
W listopadzie 1918 został komendantem Milicji Ludowej PPS w Radomiu i okręgu radomskim. Po upaństwowieniu milicji i utworzeniu Milicji Ludowej w grudniu 1918 pozostał nadal komendantem. Po zamachu prawicy 6 stycznia 1919 na rząd Jędrzeja Moraczewskiego, na rozkaz Grzecznarowskiego oddziały Milicji Ludowej zaatakowały oddziały II Batalionu 26 Pułku Piechoty oraz 24 Pułku Piechoty, chcąc je rozbroić i uprzedzić ich wystąpienia. Doszło do całonocnych starć. W wyniku negocjacji z udziałem płk. Mieczysława Norwid-Neugebauera i Mariana Malinowskiego z PPS doszło do uspokojenia sytuacji. Winą za wydarzenia obciążano przede wszystkim Grzecznarowskiego. Po spotkaniu z Józefem Piłsudskim odstąpiono jednak od dochodzeń, jednak w styczniu 1919 przeniesiono go przejściowo do Warszawy.
Po powrocie do Radomia rozpoczął, poza PPS, także działalność w związkach zawodowych. Zorganizował Związek Zawodowy Robotników Garbarskich, któremu przewodniczył do 1939. Kierował również Miejską i Okręgową Radą Związków Zawodowych w Radomiu (którym również przewodniczył do 1939). W 1923 w czasie wydarzeń krakowskich zorganizował w strajk powszechny w Radomiu, za co został uwięziony na kilka miesięcy.
W 1923 został radnym Rady Miejskiej i ławnikiem magistratu. Od 28 maja 1927 do 1 października 1930 pełnił funkcję prezydenta Radomia. Po uchwale Rady Miejskiej potępiającej uwięzienie posłów Centrolewu w Brześciu decyzją ministra spraw wewnętrznych pozbawiony stanowiska prezydenta. Po czteroletnich rządach komisarycznych, od 1934 ponownie był ławnikiem magistratu, a od 1938 do września 1939 ponownie został prezydentem Radomia. Za jego czasów i z jego inspiracji powstały tam ważne inwestycje komunalne, jak budowa wodociągów z wieżą ciśnień na Glinicach i stacją pomp przy ulicy Filtrowej, kanalizacja, gazownia, rzeźnia, cztery szkoły, bloki mieszkalne i baraki dla bezdomnych oraz targowiska na placu Jagiellońskim. Przyczynił się też do budowy linii kolejowej z Radomia do Warszawy. Dzięki jego inicjatywie powstały nowe zakłady („Tytoniówka”, fabryka telefonów Ericsson, fabryka „Bata”). Wojna przeszkodziła w uruchomieniu fabryki samochodów Ford. Zainicjował budowę i doprowadził do powstania Domu Robotniczego (obecnie siedziba Teatru Powszechnego), w którym odbył się ostatni przed wojną XXIV Kongres PPS.
Od 1924 do 1929 był również przewodniczącym Zarządu Kasy Chorych w Radomiu. W 1926 przyczynił się do złamania strajku lekarzy radomskich w Kasie Chorych, sprowadzając lekarzy spoza Radomia.
Organizował spółdzielczość robotniczą w Radomiu. Był m.in. jednym z głównych organizatorów Spółdzielni Pożyczkowo-Oszczędnościowej „Dźwignia”, której zadaniem między innymi było udzielanie kredytu jej członkom i przyjmowanie wkładów pieniężnych oraz wspierał działalność Spółdzielni Mieszkaniowej „Zdobycz Robotnicza”, zarejestrowanej przez Sąd Okręgowy w Radomiu w lutym 1927.
W latach 1928–1935 poseł na Sejm II i III kadencji z listy PPS (okręg nr 19 Radom-Końskie-Opatów). Od 1922 do 1939 przewodniczył Okręgowemu Komitetowi Robotniczemu PPS w Radomiu. Współdziałał w utworzeniu i wydawaniu pisma „Życie Robotnicze”. Przewodniczył oddziałowi radomskiemu Stowarzyszenia byłych Więźniów Politycznych. Zasłynął jako przeciwnik kary śmierci – taki pogląd zaprezentował między innymi podczas VII Krajowego Zjazdu tego stowarzyszenia, który odbył się w Radomiu w 1935. Jednym z jego postulatów była też likwidacja Miejsca Odosobnienia w Berezie Kartuskiej.
Za wydanie w 1931 antyrządowej odezwy Do ludu skazano go na pół roku więzienia. Od stycznia 1926 członek Rady Naczelnej Polskiej Partii Socjalistycznej. Na XXIV Kongresie PPS lutym 1937 w Radomiu wybrany został na wiceprzewodniczącego Rady Naczelnej partii.

## Okres wojny i PRL
W czasie II wojny światowej, po zajęciu przez Niemców Radomia, w dniu 10 listopada 1939, został, jako prezydent miasta, aresztowany i osadzony w obozie koncentracyjnym Sachsenhausen potem w Buchenwaldzie.
Z niewoli uratowany pod Lubeką z marszu śmierci 2 lutego 1945 przez wojska amerykańskie. Skierowany na leczenie do Szwecji, powrócił do Radomia 2 października 1945. Podjął pracę w Społecznym Przedsiębiorstwie Budowlanym w Radomiu, a następnie został dyrektorem Zjednoczenia Budownictwa Miejskiego. 29 stycznia 1946 na wzór przedwojennej Warszawskiej Spółdzielni Mieszkaniowej doprowadził do utworzenia Radomskiej Spółdzielni Mieszkaniowej. Jako pierwszy na przewodniczącego zarządu został wybrany Antoni Ćwięk, zaś Józefowi Grzecznarowskiemu powierzono przewodniczenie radzie nadzorczej.
Uczestniczył wraz z Zygmuntem Żuławskim w próbie utworzenia Polskiej Partii Socjalno-Demokratycznej jako kontynuacji przedwojennej PPS i PPS-Wolność, Równość, Niepodległość. W wyniku porozumienia Zygmunta Żuławskiego z „lubelską” PPS, w kwietniu 1946 został dokooptowany do Rady Naczelnej „lubelskiej” PPS. Na XXVII Kongresie „lubelskiej” PPS w grudniu 1947 ponownie wybrany do Rady Naczelnej. W marcu 1946 wnioskował o wystawienie odrębnej listy PPS w wyborach i nietworzenie wspólnej listy z Polską Partią Robotniczą. Przewodniczył Komitetowi Miejskiemu i Okręgowi PPS w Radomiu, wydając pismo „Życie Robotnicze”. W październiku 1946 został wiceprzewodniczącym Wojewódzkiego Komitetu PPS w Kielcach. W wyborach do Sejmu Ustawodawczego w styczniu 1947 uzyskał mandat poselski. W Sejmie Ustawodawczym zasiadał w Komisji Odbudowy.
5 kwietnia 1948 w ramach „reorganizacji” Wojewódzkiego Komitetu PPS w Kielcach, zostali usunięci ze składu Komitetu: dotychczasowy przewodniczący Edward Abramowicz, wiceprzewodniczący Józef Grzecznarowski oraz skarbnik Józefa Liszczyk, jako „duchowo nieprzygotowani do jedności organicznej obu partii”. Ponadto rozwiązano Okręgowy Komitet PPS w Radomiu i powołano nowy, eliminując ze składu Józefa Grzecznarowskiego, Ludwika Kaschego i Antoniego Ćwięka.
2 października 1948 został usunięty z PPS i odwołany przez Sejm z komisji sejmowych. Ogółem w ramach czystki przed zjednoczeniem z PPR z PPS usunięto w 1948 w Radomiu 2502 członków. W 1952 otrzymał nakaz opuszczenia Radomia. Zdegradowany służbowo od 1948 do 1955 kierował odcinkiem robót radomskiego zjednoczenia w Nowej Hucie.
W 1956 decyzją Centralnej Komisji Kontroli Partyjnej przyjęty do Polskiej Zjednoczonej Partii Robotniczej. W latach 1958–1972 członek Komitetu Miejskiego PZPR w Radomiu, a w okresie 1963–1972 członek Komitetu Wojewódzkiego PZPR w Kielcach. Poseł na Sejm PRL II, III i IV kadencji (1957–1969). Zasiadał w Komisji Budownictwa i Gospodarki Komunalnej.
Od 1956 do 1965 ponownie dyrektor Zjednoczenia Budownictwa Miejskiego. Od końca 1956 roku do 1972 pełnił funkcję prezesa Radomskiej Spółdzielni Mieszkaniowej. Był pomysłodawcą i realizatorem m.in. budowy osiedla Ustronie, Osiedla XV-lecia, oraz modelu W-70 jako standardu wykończenia mieszkań. Dzięki jego inicjatywie powstało Spółdzielcze Zrzeszenie Budowy Domków Jednorodzinnych „Własne Domy”.
Zmarł 7 kwietnia 1976, w wieku 92 lat w Radomiu. Pochowany został na cmentarzu rzymskokatolickim przy ul. Limanowskiego w Radomiu.

## Życie prywatne
Od 1927 był żonaty z Janiną z domu Stokowską, z którą miał dwie córki: dr Halinę (żona pianisty Władysława Szpilmana) i Danutę Grzecznarowską-Skrzypczyk.

## Odznaczenia
Odznaczony m.in. w 1932 Krzyżem Niepodległości z Mieczami, w 1967 przez Radę Najwyższą ZSRR Orderem Czerwonego Sztandaru (udział w Rewolucji październikowej), a w 1974 Krzyżem Komandorskim z Gwiazdą Orderu Odrodzenia Polski.

## Upamiętnienie

### Jako patron
Imię Józefa Grzecznarowskiego nosi założona przez niego Radomska Spółdzielnia Mieszkaniowa oraz jedna z ulic (aleja) wykreślających granice Ustronia w Radomiu.

### Honorowe obywatelstwo Radomia
Wnioski o nadanie Józefowi Grzecznarowskiemu tytułu honorowego obywatela Radomia składano w 2012, 2013 i 2018. W 2012 zablokowany został przez radnych Prawa i Sprawiedliwości. W 2013 nie uzyskał pozytywnej opinii Komisji Kultury Rady Miejskiej w Radomiu. W 2018 wniosek został złożony przez Sojusz Lewicy Demokratycznej. Pod wnioskiem podpisało się ponad tysiąc pełnoletnich mieszkańców Radomia. W maju 2018 wniosek pozytywnie został zaopiniowany przez Komisję Kultury Rady Miejskiej. 
2 lipca 2018 rada miasta Radomia w drodze podjętej uchwały przyznała tytuł honorowego obywatela Józefowi Grzecznarowskiemu. Podczas wrześniowej uroczystej sesji rady miasta córki Grzecznarowskiego, Danuta Grzecznarowska-Skrzypczak oraz Halina Szpilman, odebrały z rąk prezydenta Radomia Radosława Witkowskiego pamiątkowy dyplom i medal.